# Тюменск
Тюме́нск — посёлок в Усольском районе Иркутской области России. Входит в состав Тельминского муниципального образования.

## География
Посёлок находится на расстоянии примерно 15 км к югу от Белореченского, административного центра района.

## Население
| 2002 | 2010 | 2011 | 2012 |
| ---- | ---- | ---- | ---- |
| 49   | ↗61  | →61  | ↗64  |

### Половой состав
По данным Всероссийской переписи 2010 года, в посёлке проживал 61 человек (28 мужчин и 33 женщины).